# Železná (Vrbno pod Pradědem)
Železná (1880–1947 Buchberkstál, německy Buchbergsthal, polsky Żelazna) je místní část města Vrbno pod Pradědem v okrese Bruntál v Moravskoslezském kraji.

## Historie
Původně hutnickou osadu založil vratislavský biskup hrabě Filip Gotthard von Schaffgotsch v roce 1770. První hamr dostal jméno Nepomuk a hutnická osada měla jméno Hammerdörfel. Osada byla v područí obce Einsiedel (Mnichov). Od roku 1795 se pokoušela osamostatnit, což se napoprvé nezdařilo. Velké úsilí pro osamostatnění prokázal krajský hejtman Mückusch von Buchberg, po němž získala osada v roce 1795 nové jméno Buchbergstahl a na jeho počest byl zasazen v roce 1795 historický strom – buk, který roste dodnes. Osada získala samostatnost až v roce 1835. V letech 1850 až 1877 byla součástí obce Mnichov. K obci také patřila osada Wolfseife. Název Steinseifen zde neobstojí, protože je to název Skalního Potoka. Dále po roce 1835 osada Vidly (německy Gabel) a po roce 1930 i Bílý Potok (též Bílý Zejf), tato obec vznikla v roce 1827 pod jménem Zainhütte, jak je vidět na mapě z roku 1870. Od konce 19. století do roku 1947 měla jméno Weisseseife. V roce 1947 byla obec přejmenována na Železnou.
Železárny, válcovny a slévárny patřily vrchnostenské správě v Javorníku. Od roku 1805 byly pronajímány. Roku 1852 až 1875 je měl v nájmu rod Kleinů. Po roce 1900 se zde výroba omezovala, zatímco dolování železné rudy zaniklo již koncem 19. století. Od roku 1921 byly v nájmu a. s. Ferrum Praha a od roku 1935 H. Grosse. Až v roce 1939 zakoupil celý komplex továrník A. Grohmann a spol. Hutě pracovaly do roku 1949. K roku 1925 je zaznamenána výroba razítek.  K roku 1880 se uvádí obecná škola, která měla roku 1900 dvě třídy, po roce 1918 měla expozituru ve Vidlích. Roku 1925 zde byla pošta.
Roku 1938 se stala obec součástí Německa. 8. května 1945 byla obec obsazena Rudou armádou a opět připojena k Československu. Poté bylo německé obyvatelstvo vysídleno. Do té doby byla obec čistě německou.

## Obyvatelstvo
Počet obyvatel Železné podle sčítání nebo jiných úředních záznamů:

| Rok            | 1869 | 1880 | 1890 | 1900 | 1910 | 1921 | 1930 | 1950 | 1961 | 1970 | 1980 | 1991 | 2001 | 2011 | 2021 |
| -------------- | ---- | ---- | ---- | ---- | ---- | ---- | ---- | ---- | ---- | ---- | ---- | ---- | ---- | ---- | ---- |
| Počet obyvatel | 730  | 793  | 761  | 761  | 694  | 685  | 693  | 480  | 391  | 381  | 451  | 505  | 498  | 391  | 332  |
| Počet domů     | 69   | 82   | 75   | 76   | 75   | 78   | 92   | 114  | 114  | 70   | 85   | 115  | 131  | 132  | 134  |

1. 1 2 3 4  včetně Bílého Potoka a Videl
2. ↑  včetně Bílého Potoka a Videl 826, a z toho: 3 Čechoslováci, 816 Němců; 785 řím. kat., 29 evang., 12 bez vyzn.

V Železné je evidováno 142 adres: 136 čísel popisných (trvalé objekty) a 6 čísel evidenčních (dočasné či rekreační objekty). Při sčítání lidu roku 2001 zde bylo napočteno 131 domů, z toho 113 trvale obydlených.

## Obecní správa
Při sčítání lidu v letech 1869–1950 Železná byla samostatnou obcí v okrese Bruntál. Od roku 1960 je částí města Vrbno pod Pradědem v okrese Bruntál.

## Rodáci
- Hedwiga Teichmannová (1875–1945), spisovatelka[4]

## Pamětihodnosti
- Rabenštejn – zřícenina středověkého hradu
- Veisenštejn (též Pustý hrad) – zřícenina středověkého hradu

## Galerie

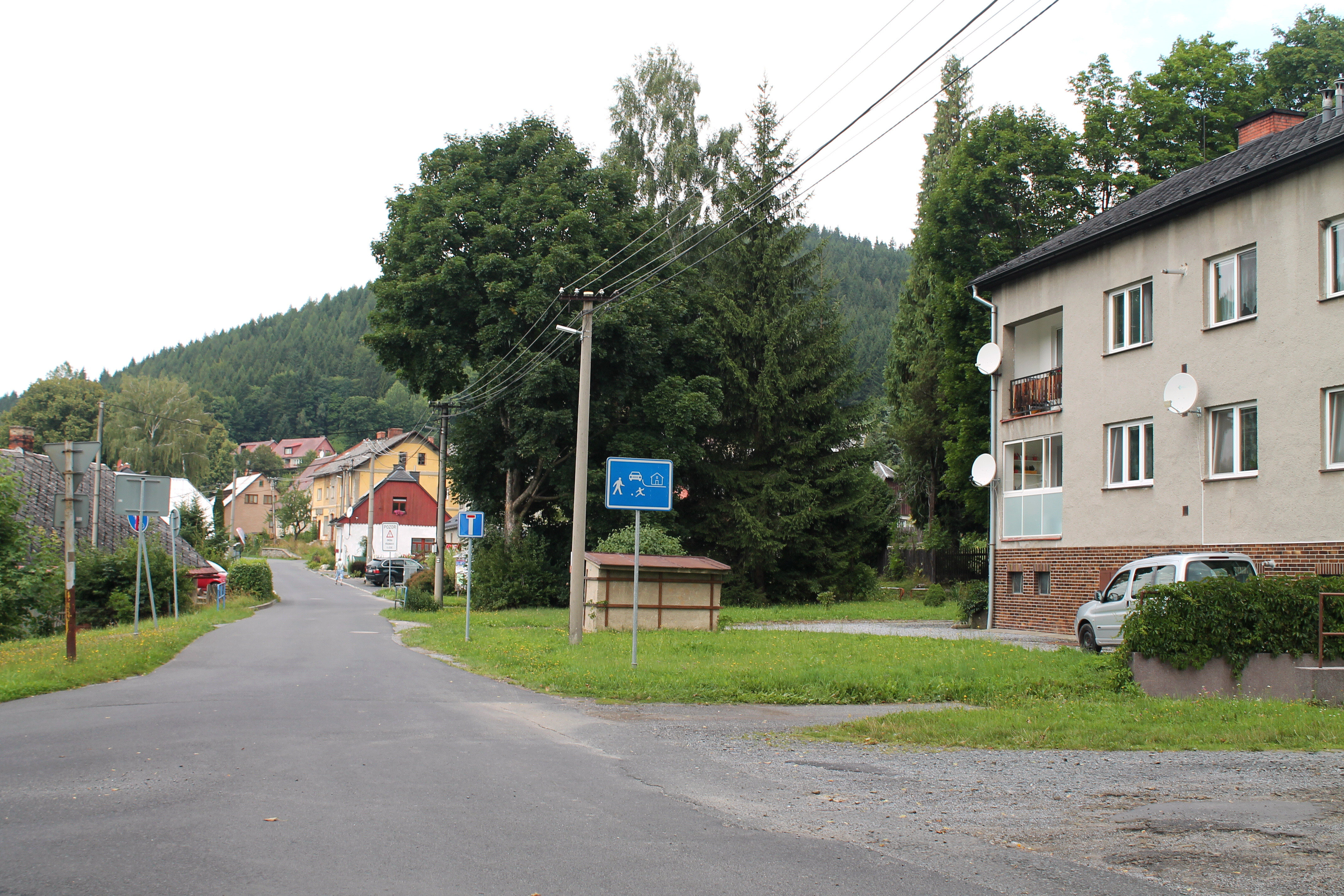
Náves v Železné
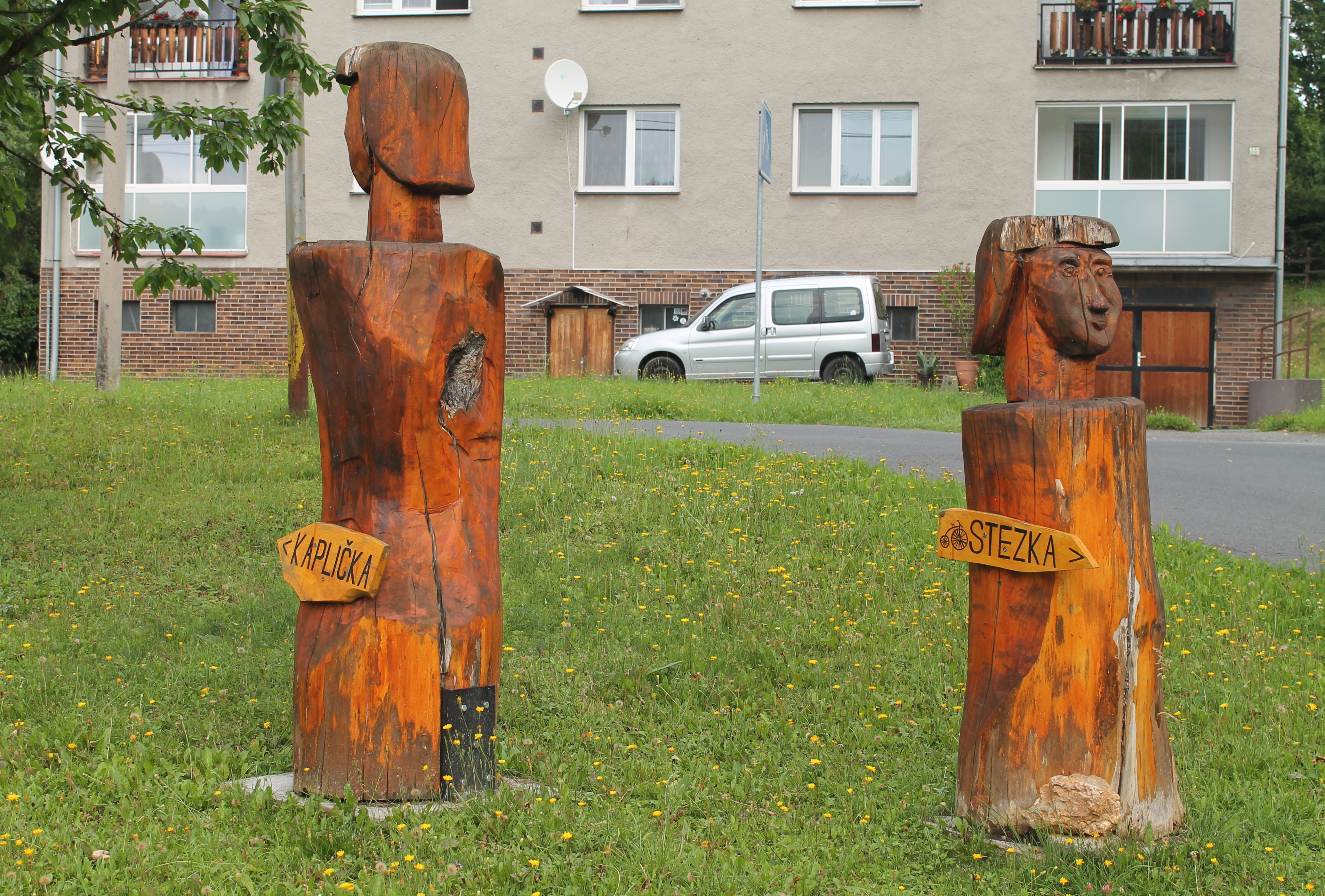
Dřevěné skulptury s rozcestníky na návsi
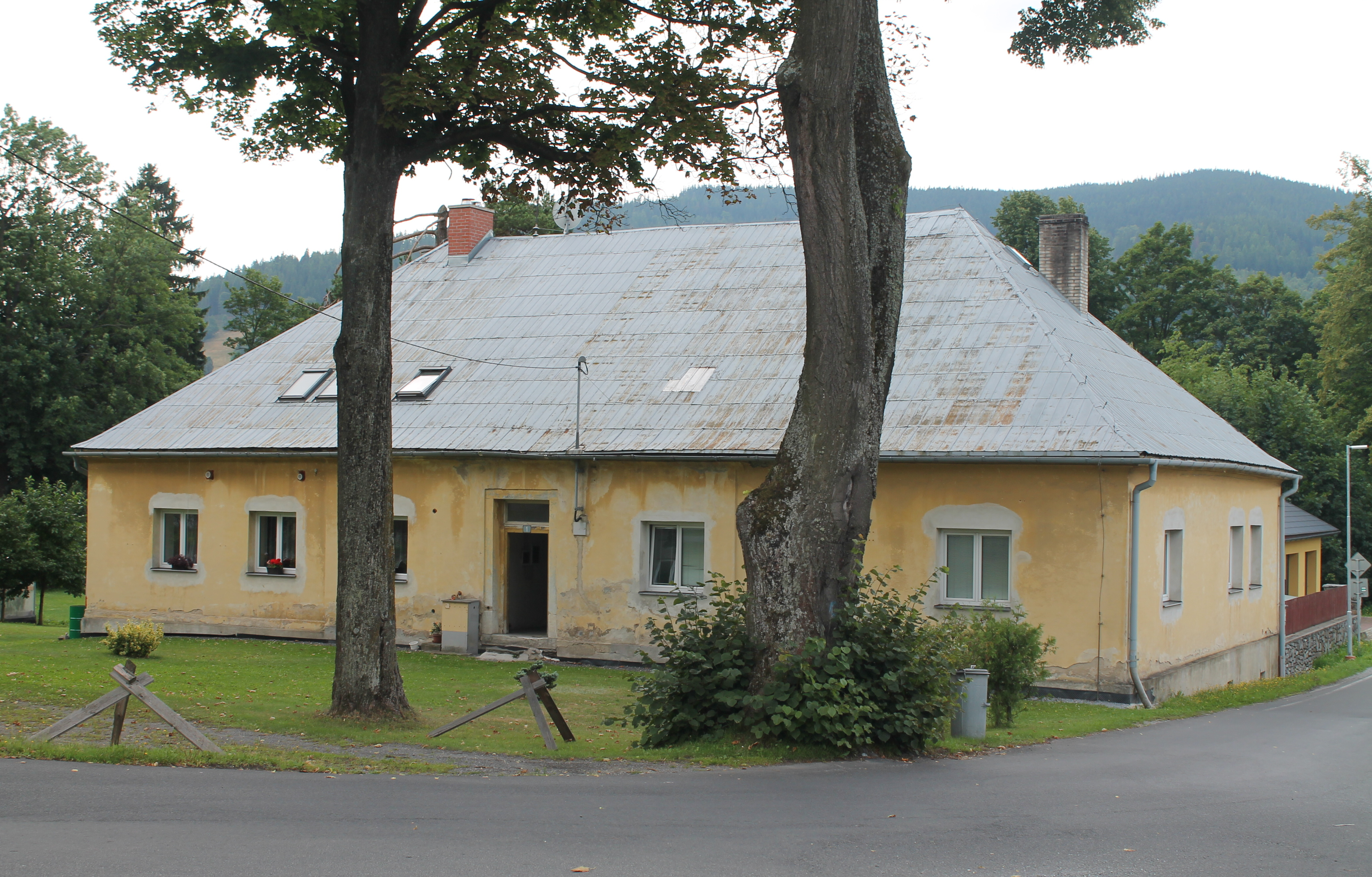
Dům čp. 1
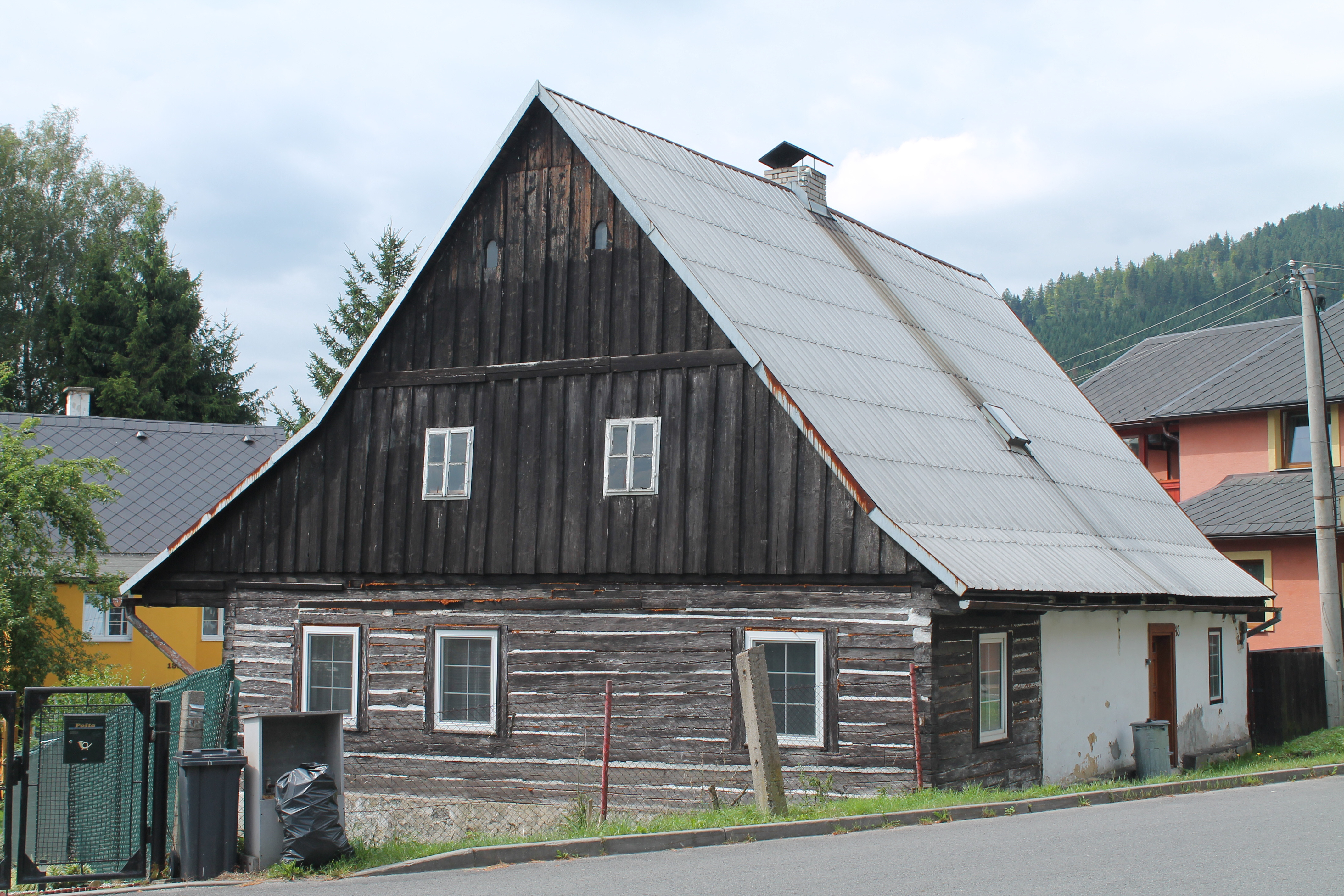
Dům čp. 43
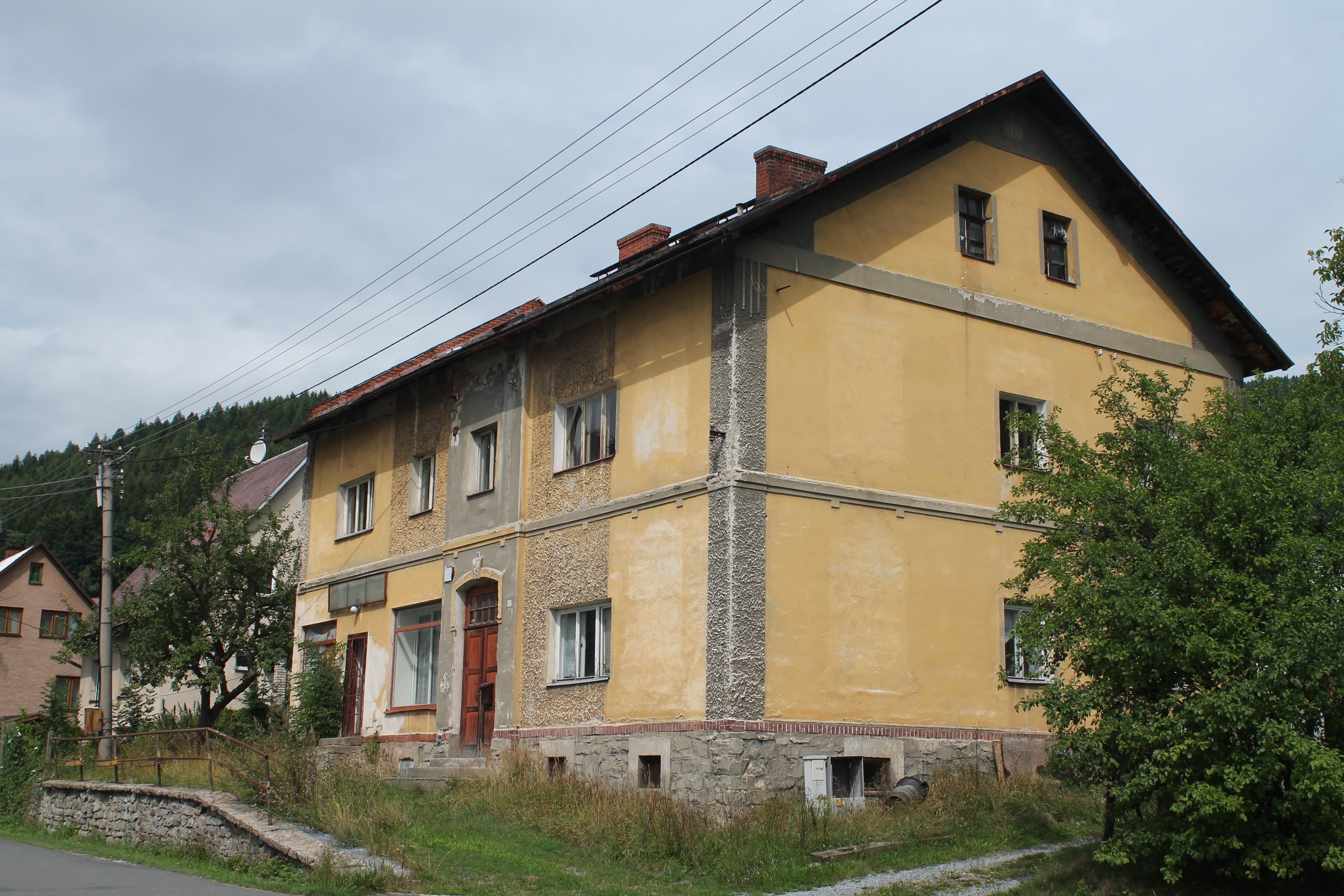
Dům čp. 88
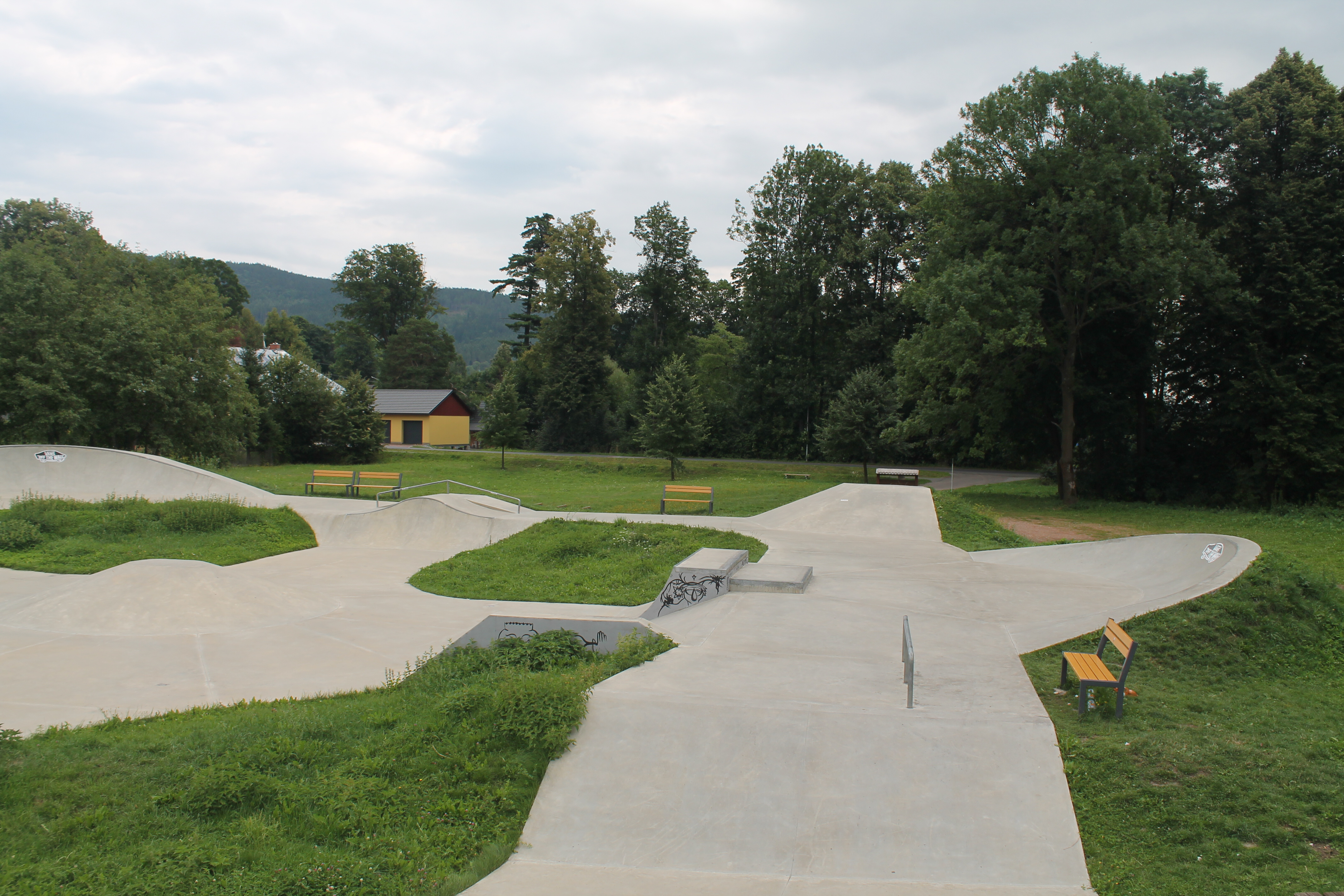
Skatepark v Železné